# 효자 (영화)
《효자》는 2022년에 개봉한 대한민국의 영화이다.

## 캐스팅
- 연운경 : 사모 / 춘자 역
- 김뢰하 : 길남 역
- 이철민 : 길중 역
- 정경호 : 길영 역
- 박효준 : 춘복 역
- 전운종 : 길호 역
- 안민영 : 영숙 역
- 엄주연 : 미영 역
- 정지연 : 세라 역
- 이현웅 : 장씨 역
- 김민식 : 민식 역
- 김필 : 경장 역
- 나미희 : 리포터 역
- 문호진 : 문 피디 역
- 이광수 : 순경 1 역
- 신정만 : 순경 2 역
- 문경민 : 노인 역
- 유승일 : 이장 역
- 성낙경 : 성씨 역
- 박재현 : 정씨 역
- 이관호 : 이씨 역
- 이기문 : 방씨 역
- 박진수 : 고씨 역
- 정제우 : 우제 역